# Louis Roels
Louis "Lode" Roels (Hamme, 18 augustus 1912 - Dendermonde, 24 september 1984) was een Belgisch wielrenner. In 1929 won hij het Belgisch kampioenschap wielrennen voor nieuwelingen. Hij was beroepsrenner van 1931 tot 1935. In 1934 werd hij Belgisch kampioen.
Hij werd door de wielerbond aangemeld voor de Wereldkampioenschappen wielrennen 1934 in Leipzig, maar vlak voor de wedstrijd vervangen ten gunste van de 20-jarige Karel Kaers, die vervolgens wereldkampioen werd. Deze gang van zaken krenkte Roels zozeer dat hij het jaar daarop zijn carrière op 23-jarige leeftijd beëindigde.

## Palmares
- 1929:  Belgisch kampioenschap wielrennen voor nieuwelingen
- 1934: Ronde van Limburg
- 1934: 1e etappe Ronde van België
- 1934 : Belgisch kampioenschap
- 1935: 1e etappe Ronde van België

## Resultaten in voornaamste wedstrijden
| Jaar | Ronde van Vlaanderen | Parijs-Roubaix |
| ---- | -------------------- | -------------- |
| 1933 | 23e                  | 30e            |
| 1935 |                      | 22e            |